# 드레드 헝거
드레드 헝거(Dread Hunger)는 디지털 컨펙셔너스가 배급하고 드레드 헝거 팀이 개발한 2022년 비디오 게임이다.

## 게임플레이
드레드 헝거는 PVP와 PVE 요소를 갖춘 소셜 디셉션 서바이벌 어드벤처 게임이다.

## 개발
이 게임은 원래 2021년 말에 출시할 계획이었다.

## 평가
| 평가                                          |        |
| --------------------------------------------- | ------ |
| 통합 점수 통합사 점수 메타크리틱 73/100 [ 3 ] |        |
| 통합 점수                                     |        |
| 통합사                                        | 점수   |
| 메타크리틱                                    | 73/100 |